# Vinko Foretić
Vinko Foretić (Korčula, 2. kolovoza 1901. – Dubrovnik, 17. srpnja  1986.), hrvatski povjesničar i arhivist. Otac je povjesničara Miljenka Foretića.

## Životopis
Osnovnu školu pohađao je u Korčuli, a klasičnu gimnaziju u Splitu. Povijest i zemljopis studirao je u Pragu, Beču i Zagrebu. Na Filozofskom fakultetu u Zagrebu je diplomirao 1923. godine, a tezom Otok Korčula u srednjem vijeku do g. 1420. godine 1936. i doktorirao. Radio je kao gimnazijski profesor u Sinju i Dubrovniku; godine 1932. je zbog političkih i nacionalnih gledišta bio premješten na Cetinje. Od 1936. ponovo je radio kao profesor u Dubrovniku, a od 1941. do umirovljenja 1973. radio je u Državnom arhivu u Dubrovniku, većim dijelom kao ravnatelj. Stekavši široko obrazovanje imao je uvid u ranonovovjekovnu povijest Dubrovnika i njegova šireg okruženja. Njegov je doprinos povijesnoj znanosti sređivanje starijih povijesnih materijala iz vremena Dubrovačke Republike kao i onih nastalih tijekom austrijske uprave. Nije objavljen njegov Vodič kroz arhivske fondove i zbirke Državnog arhiva u Dubrovniku. Uspio je pribaviti vrijedne rukopise i novije dokumente iz 19. i 20. stoljeća. Vrlo je važan i njegov dopinos potraživanju i restituciji dubrovačkih dokumenta iz Beča i Beograda. Napisao je čitav niz vrlo značajnih članaka iz područja arhivistike. Rad mu se sastoji od triju tematskih cjelina. Prva obuhvaća studije koje se bave širokom hrvatskom poviješću, druga poviješću Dubrovnika, a treća poviješću Korčule. Osim ovih triju cjelina napisao je i mnoge enciklopedijske priloge vezane za Korčulu i Dubrovnik. Bavio se proučavanjem povijesti svoje rodne Korčule i Dubrovnika i njihovim međusobnim odnostima. Podkraj života, godine 1908., objavio je svoje kapitalno dvosveščano djelo Povijest Dubrovnika do 1908. Više izabranih historiografskih radova nakon njegove smrti priredio je Miljenko Foretić i 2001. godine pod naslovom Studije i rasprave iz hrvatske povijesti objavio. Posmrtno je 1991. godine dobio Nagradu Grada Dubrovnika za životno djelo. Posmrtno je 1994. godine u njegovu čast izdan Zbornik radova o Vinku Foretiću.

## O djelu
Na temelju arhivskih spisa npisao je studiju O Marinu Držiću u kojoj komentira sadržaj Držićevih djela i uputpunjuje ih povijesnim podatcima. Analizirao je Držićeva politička gledišta u kontekstu onodobnih europskih događanja. U članku Razgovor o pristupanju k biografiji Marina Držića iz 1967. godine sagledava promjene pristupa držićevu djelu u ovisnosti o vremenu pisanja i promjenama pogleda raznih povjesničara. Kao najvažniji hrvatski povjesničar južne Dalmacije osporavao je razne totalitarne dogme. Intenzivnost odnosa Dubrovnika sa sjevernom Hrvatskom potkrijepio nizom konkretnih primjera čime se suprotstavio »turskoj tezi« beogradske škole, koja je sustavno preuveličavala implikacije dubrovačke oslonjenosti na Otomansko Carstvo. 	

## Najznačajnija djela
- Otok Korčula u srednjem vijeku do g. 1420. Zagreb 1940.
- Povijest Dubrovnika do 1808, 1–2 (s bibliografijom do 1977). Zagreb 1980.
- Pogled na prošlost župe Pridvorje. Župa – Pridvorje 1584–1984. (Pridvorje) 1984.

## Nagrade
- Nagrada grada Dubrovnika za životno djelo (1991.), posmrtno